# Vince Dundee
Vincenzo Lazzara (Palermo, 22 ottobre 1907 – Glendale, 27 luglio 1949) è stato un pugile statunitense.
Divenne il campione mondiale dei pesi medi della New York State Athletic Commission battendo il campione in carica Lou Brouillard il 30 ottobre 1933.
Il suo titolo venne riconosciuto anche dalla National Boxing Association (NBA).

## Primi anni di vita
La famiglia Lazzara emigrò dalla Sicilia negli Stati Uniti e visse a Baltimora.
Seguendo le orme del fratello maggiore Joe, campione mondiale dei pesi welter, Vince cambiò il proprio cognome in Dundee e divenne un pugile professionista.
Un terzo fratello, Anthony, boxò con il nome "Battling Dundee", senza mai combattere per un titolo.

## Carriera professionale
Dundee iniziò la sua carriera professionale nel pugilato nel 1927.
Visse e boxò per un periodo a Belleville, nel New Jersey, dove ebbe come manager Max Waxman, manager del fratello Joe.
Vince fu allenato inizialmente dall'allenatore di Baltimora Benny Benjamin e successivamente da Heinie Blaustein.
Il 1 ° agosto 1927 Dundee si fece notare sconfiggendo Willie Harmon ai punti a Baltimora.
Perse il primo incontro a Chicago il 2 ottobre 1929, quando venne sconfitto davanti a una folla di 7.000 persone, ai punti in dieci round, dal campione mondiale in carica dei welter, il grande Jackie Fields.
In un incontro combattuto furiosamente a distanza ravvicinata, Fields lo atterrò con un cross destro nel sesto round, ottenendo la vittoria ai punti in un incontro dove entrambi i pugili si scambiarono costantemente colpi alla ricerca del knockout.
Nella rivincita, il 24 gennaio 1930 al Chicago Stadium, Fields vinse di nuovo ai punti sui dieci round in modo più convincente. Fields atterrò Dundee quattro volte nella terza ripresa. Contato fino ad otto per le prime tre volte, Dundee venne salvato dalla campana in chiusura di round. Il giovane Dundee si riprese nel quinto round e sembrò addirittura aver vinto il decimo. Il combattimento terminò con entrambi i pugili sfiniti.
Durante diversi importanti incontri di boxe in Europa, Marcel Thil, campione francese di pesi welter, sconfisse Dundee il 12 marzo 1931, ai punti in dodici round davanti ad una impressionante folla di 14.000 persone al Roland Garros di Parigi. Dopo un primo round pari, il più veloce Thil vinse i tre round successivi e accumulò punti anche nel seguito dell'incontro. Due settimane dopo, Dundee pareggiò con il campione britannico dei welter Jack Hood in dieci round a White City, in Inghilterra. L'incontro fu lento e circospetto, con Dundee che colpiva occasionalmente al tronco l'avversario, mentre Hood mirava al capo di Dundee con lunghi sinistri.
Dundee sconfisse il futuro campione del mondo dei pesi medi della NBA Solly Krieger il 16 ottobre 1931, al Madison Square Garden, con un KO tecnico all'ottavo round, sebbene non ci fosse grande interesse della folla, nonostante fosse la semifinale al titolo mondiale.
Dundee pareggiò con Ben Jeby il 17 marzo 1933 nel suo primo tentativo al titolo mondiale dei pesi medi della New York State Athletic Commission (NYSAC) in quindici round, di fronte ad un pubblici di 11.000 persone al Madison Square Garden. Ed Hughes del Daily Eagle di Brooklyn scrisse che Dundee meritava chiaramente la decisione e gli diede la vittoria in undici dei quindici round, con solo tre a Jeby, ma il secondo giudice diede la vittoria a Jeby e l'arbitro decretò il pareggio. Hughes scrisse che dal terzo round in poi, i jab sinistri di Dundee erano sufficienti per dargli la vittoria ai punti, anche se Jeby probabilmente aveva vinto il quinto e il settimo round. Al termine di un incontro difficile, il viso di Jeby mostrava con evidenza i segni dei colpi ricevuti. L'Associated Press, concordando sul fatto che Dundee meritasse la vittoria, gli diede nove round vincenti contro quattro a Jeby e due pari. Dundee si difese così bene dal sesto al round alla fine che Jeby riuscì a colpirlo con pochissimi pugni.

### Ottobre 1933: il titolo mondiale dei pesi medi

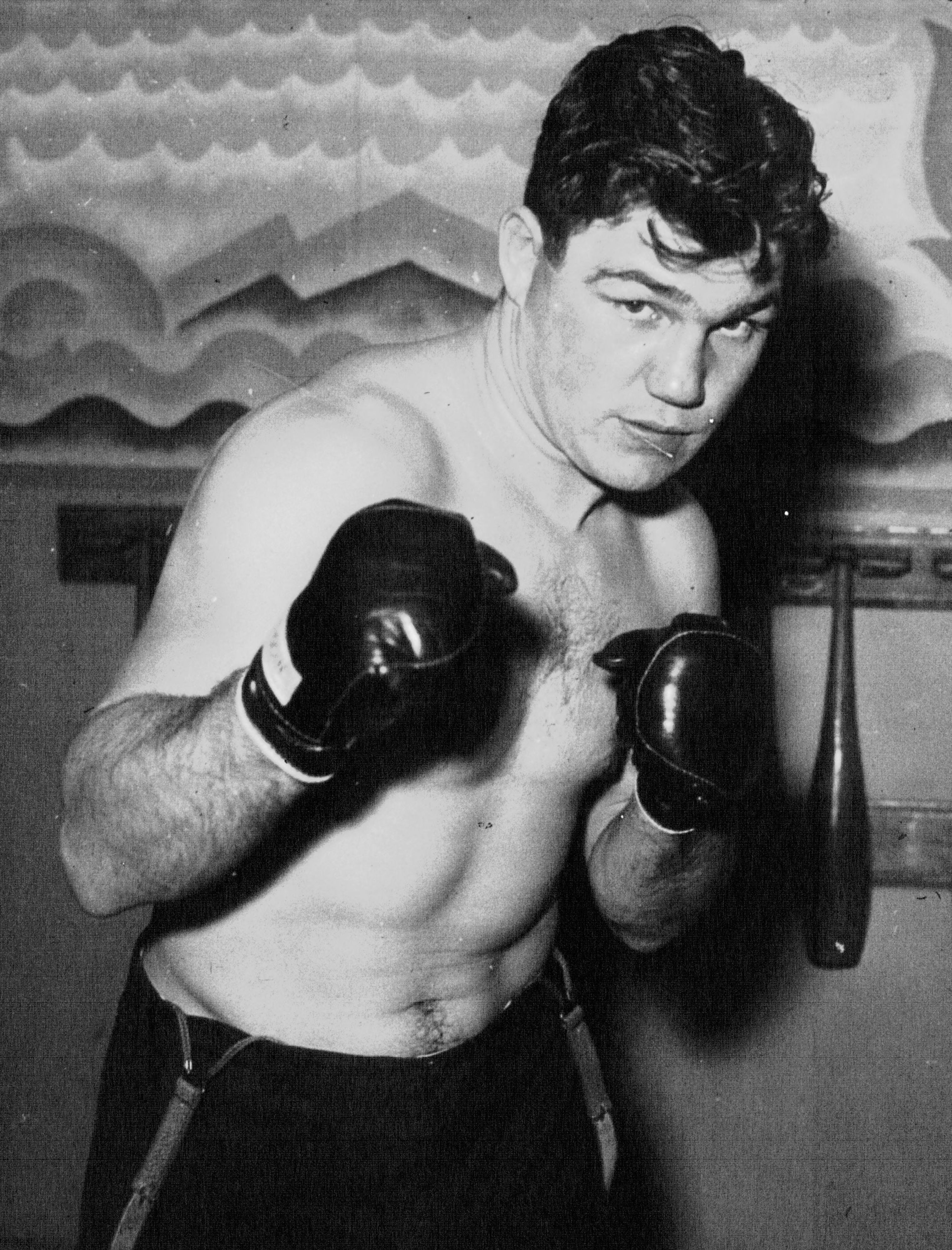
Lou Brouillard

Il 30 ottobre 1933, dopo sei anni di professionismo, Dundee sconfisse Lou Brouillard in 15 riprese di fronte a 9.330 persone a Boston per conquistare il titolo mondiale dei pesi medi della New York State Athletic Commission (NYSAC). Dundee contrastò efficacemente la maggior parte dei selvaggi attacchi di Brouillard e contrattaccò ripetutamente con diretti alla testa a distanza ravvicinata. Dundee riuscì a vincere otto round, ma la maggior parte dei suoi punti derivava dai colpi messi a segno, mentre non ci furono knockdown nel corso dell'incontro. Brouillard ebbe difficoltà a penetrare le difese di Dundee e riuscì a colpirlo efficacemente solo con brevi attacchi al corpo. Brouillard, anche se un favorito per 3-1, si trovò in difficoltà contro l'abilità calcolata e la difesa di Dundee. Brouillard affermò che la debolezza dovuta al rientrare nel limite di peso di 160 libbre fu la causa della sua sconfitta, ma Dundee sviluppò bene la propria azione anche nell'ultimo round, ferendo Brouillard con colpi di entrambe le mani che consolidarono il suo vantaggio. Nei primi round, Dundee colpì ripetutamente Brouillard al volto con jab sinistri, accumulando punti e tenendo a distanza l'avversario.
Dundee difese il proprio titolo mondiale dei pesi medi l'8 dicembre 1933 contro il mancino Andy Callahan, con una decisione non unanime a Boston, di fronte ad un pubblico di 11.200 persone. Dundee dominò gli ultimi cinque round, sebbene Callahan abbia spesso cercato di forzare i combattimenti, particolarmente vicini nei primi dieci round. Il Boston Globe diede a Dundee nove round con solo il primo, il settimo, l'ottavo e il nono posto a Callahan. Dundee combatté con un vantaggio di altezza di quattro pollici e un vantaggio non insignificante a portata di mano. Callahan ha segnato nei primi due terzi dell'incontro con diritti duri e sinistre più dure alla testa e al corpo prima di stancarsi al nono. Callahan sferrò alcuni colpi solidi con la sua sinistra, con cui guidò anche lui, ma ebbe difficoltà a connettersi con la sua destra.
Dundee sconfisse il pugile franco-canadese Al McCoy il 22 marzo 1934 a Bosto, ai punti con decisione unanime. Dundee ha vinto in modo decisivo, anche se ha battuto durante una forte esibizione di offesa da parte di McCoy nei primi tre round.
Davanti a una folla di 8.000 persone, Dundee ha montato la sua seconda difesa di successo del titolo mondiale dei pesi medi contro Al Diamond il 3 maggio 1934 a Patterson, nel New Jersey, vincendo con una decisione di quindici round. L'arbitro ha concesso undici round della vittoria decisiva a Dundee con solo il terzo a Diamond. Mirando al corpo e offrendo una forte destra al lato sinistro di Diamond per gran parte dell'incontro, Dundee martellò via, in particolare quando i due erano vicini.

### Settembre 1934: ultima difesa del titolo mondiale dei pesi medi
Dundee perse la corona dei pesi medi quando venne sconfitto ai punti in quindici round da Teddy Yarosz, l'11 settembre 1934 davanti a una folla di 28.000 persone al campo di Forbes a Pittsburgh. L'incontro, combattuto a distanza ravvicinata, fu monotono a causa delle troppe prese. Yarosz sembrò dominare l'incontro tutti tranne che negli ultimi round, quando apparve visibilmente esausto. A Yarosz vennero assegnati otto round contro i quattro di Dundee, mentre tre vennero giudicati pari. Yarosz inviò vari colpi dalla distanza al capo Dundee, che si concentrò invece maggiormente sul tronco di Yarosz. Dundee è stato giù tre volte durante l'incontro, una volta caduto dalle corde nel terzo round.
Dundee sconfisse Babe Risko il 25 gennaio 1935 con decisione non unanime in dieci round al Madison Square Garden. Un giudice diede cinque round a Dundee e quattro a Risko, mentre l'altro giudice, Jack Britton, ne diede sette a Dundee e tre a Risko. L'Associated Press diede sei round a Dundee e quattro a Risko. Risko recuperò negli ultimi round, ma l'aggressività più sostenuta di Dundee e i frequenti colpi al corpo gli diedero la vittoria ai punti.
Dundee venne sconfitto da Freddie Steele il 30 luglio 1935 con un brutale knockout tecnico al terzo round. Dundee venne atterrato undici volte, prima che l'arbitro fermasse l'incontro. Fu ricoverato al Providence Hospital di Seattle con una leggera commozione cerebrale e la mascella rotta in tre punti sul lato sinistro. Dundee  andò al tappeto quattro volte nel primo round, tre volte nel secondo e tre nel terzo. A soli cinquanta secondi dall'inizio del primo round, Dundee venne contato fino a nove per un sinistro alla punta del mento. Steele era stato sconfitto solo quattro volte, ai punti, nei suoi precedenti 72 combattimenti.
Dundee si ritirò con un record di 118 vittorie (28 knockout), 20 sconfitte e 13 pareggi.

## La vita dopo la boxe
Non molto tempo dopo la fine della sua carriera di pugile, Dundee sopravvisse ad un investimento da parte di un treno che scagliò la sua automobile a diverse centinaia di piedi. Nel 1942 venne colpito da sclerosi multipla.

## Morte
Dundee morì nel 1949 in un ospedale di Glendale, in California, a causa della sclerosi multipla, dopo sette anni di ricovero.
Gli sopravvissero la moglie, Connie, il figlio, Vince Jr. e il padre, Luigi Lazzara di Baltimora, nel Maryland.